# Balakhu
Balakhu (nep. बलखू) – gaun wikas samiti we wschodniej części Nepalu w strefie Sagarmatha w dystrykcie Okhaldhunga. Według nepalskiego spisu powszechnego z 2001 roku liczył on 769 gospodarstw domowych i 4223 mieszkańców (2161 kobiet i 2062 mężczyzn).